# (16208) 2000 CL52
A (16208) 2000 CL52 a Naprendszer kisbolygóövében található aszteroida. A LINEAR projekt keretében fedezték fel 2000. február 2-án.